# Ulica Dębowa w Katowicach

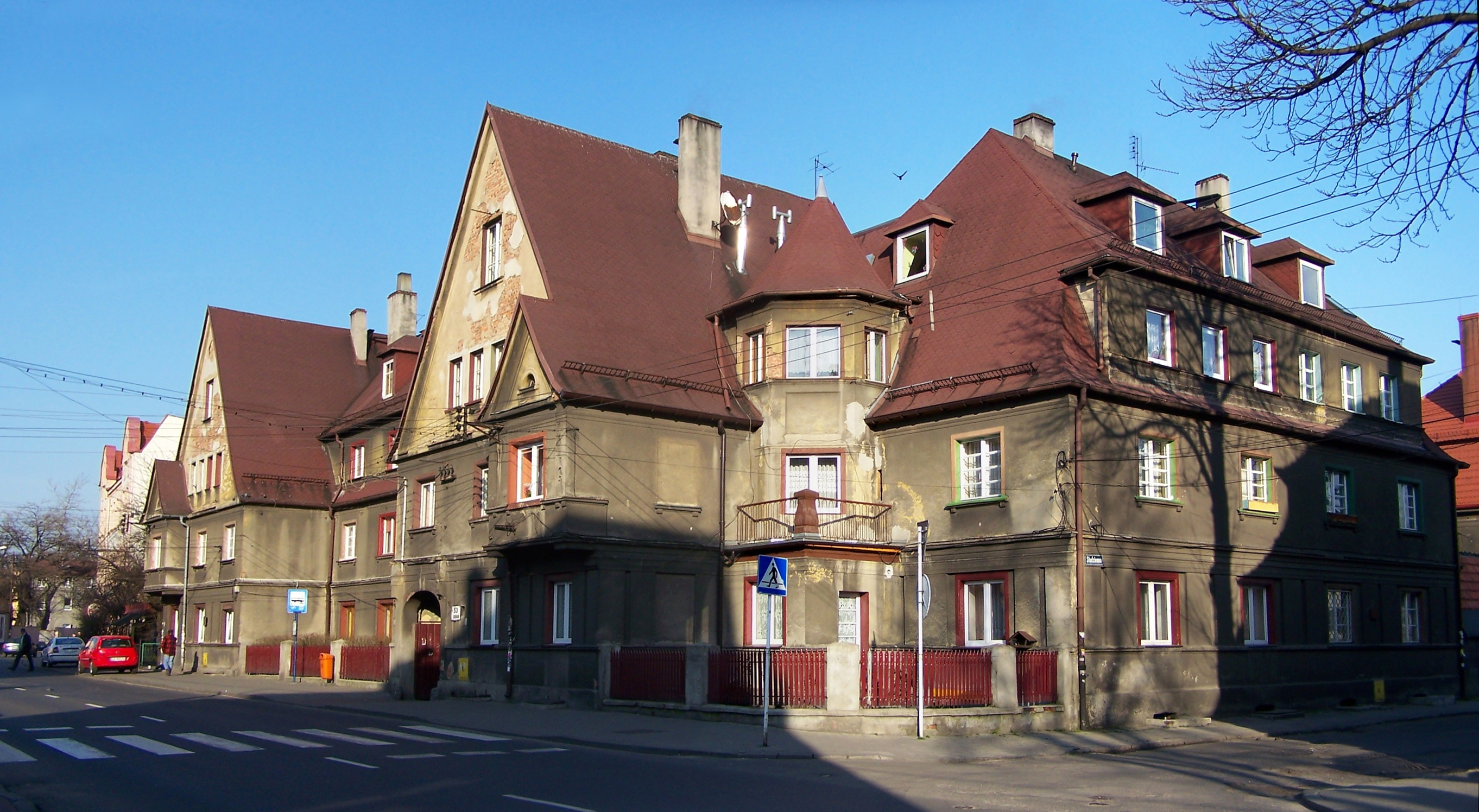
Zabytkowe zabudowania przy ulicy Dębowej

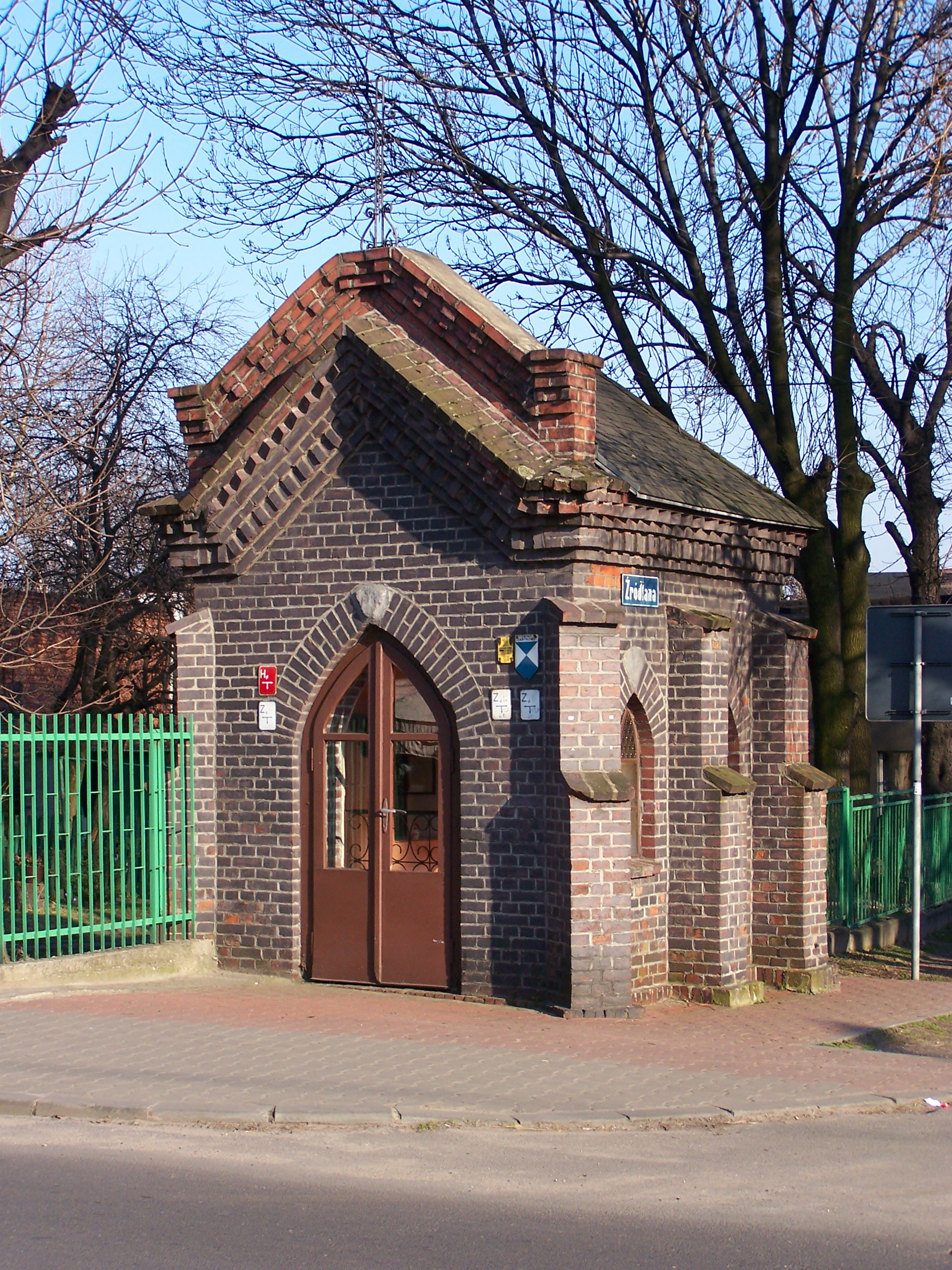
Zabytkowa kapliczka Matki Bożej na rogu ul. Dębowej i ul. Źródlanej

Ulica Dębowa w Katowicach (niem. Eichenstraße) – jedna z głównych ulic katowickiej dzielnicy Dąb.

## Przebieg
Ulica posiada południkowy przebieg. Rozpoczyna swój bieg od skrzyżowania z ulicą Chorzowską (DK 79/DTŚ), przy skwerze porucznika Henryka Kalemby. Następnie krzyżuje się z ul. Lipową, ul. Węglową, ul. Sportową, ul. Źródlaną (do ul. Johna Baildona i Silesia City Center). Za skrzyżowaniem z ul. Studzienną prowadzi obok ul. Szpitalnej i ul. Wiejskiej. Kończy swój bieg przy skrzyżowaniu z ul. Bukową (do Parku Śląskiego), ul. Agnieszki i ul. Krzyżową.

## Historia
W drugiej połowie XIX wieku pod numerem 1 istniała siedziba zarządu gminy Dąb oraz urząd pocztowy (od 1907 także siedziba apteki „Pod Aniołem” Emila Mappesa). Przy Eichenstraße 68 znajdowała się gospoda Roberta Libona, w której w 1882 odbyło się spotkanie założycielskie katolickiego Dębskiego Stowarzyszenia Robotniczego. Po pożarze  w maju 1884 w jednym z domów (właścicielem był gospodarz Petlik), który objął ogniem 20 chałup, przy drodze wzniesiono nowe, kamienne oraz ceglane budynki. Przed 1922 i w latach 1939–1945 ulica nosiła nazwę Eichenstraße, w latach 1922–1939 i od 1945 ul. Dębowa. W latach międzywojennych pod numerem 47, 48 znajdował się zakład ogrodniczy Ernesta Szklorza, pod numerem 14 kino „Dębina”, a pod numerem 92 – ognisko młodzieżowe i świetlica Miejskiego Komitetu Lokalnego Funduszu Pracy. Na początku lat dwudziestych ulicę wybrukowano, w 1926 – poszerzono, a w 1930 położono wzdłuż niej linię kanalizacyjną. W latach 1925–1926 pod numerami 6 i 8 wzniesiono budynki mieszkalne dla pracowników kopalni „Eminencja”. W dwudziestoleciu międzywojennym pod numerem 2 funkcjonowała Biblioteka TCL.
W związku z przebudową ul. Chorzowskiej w latach 1999–2001, wyburzeniu uległy obiekty z początkowego biegu ul. Dębowej.

## Opis
Ulicą kursuje autobus Zarządu Transportu Metropolitalnego linii 110. Przy ul. Chorzowskiej znajduje się torowisko tramwajowe. 30 września 2009 zakończono budowę nowego osiedla mieszkaniowego w rejonie ul. Dębowej i ul. Sportowej (dwa z nich w 2011 zostały docenione przez na World Architecture News). Dnia 3 sierpnia 2010 ulicą prowadziła trasa trzeciego etapu wyścigu kolarskiego Tour de Pologne 2010.

## Obiekty i instytucje
Przy ulicy Dębowej znajdują się następujące historyczne obiekty:
- dom mieszkalny (ul. Dębowa 5);
- dawny dom urzędników kopalnianych (ul. Dębowa 6/8), wybudowany w 1924 w stylu historyzującym według projektu K. Korthalsa[24];
- kamienica mieszkalna (ul. Dębowa 10);
- zabytkowa kaplica Matki Bożej z 1893 (róg ul. Dębowej i ul. Źródlanej), wpisana do rejestru zabytków 9 marca 2021 roku (nr rej. A/772/2021)[25];
- dom mieszkalny (ul. Dębowa 12);
- dom mieszkalny – dawna restauracja/hala dawnego kina (ul. Dębowa 14), wybudowany na początku XX wieku w stylu historyzmu;
- kamienica mieszkalna (ul. Dębowa 16), wzniesiona w 1919 w stylu secesyjnym;
- kamienice mieszkalne (ul. Dębowa 21, 23, 25);
- willa z oficyną (ul. Dębowa 22), wybudowana na początku XX wieku w stylu modernistycznym;
- kamienica mieszkalna – dawna restauracja (ul. Dębowa 27), wzniesiona pod koniec XIX wieku w stylu historyzmu;
- budynki mieszkalne (ul. Dębowa 28, 32, 42, 44)[22];
- jednopiętrowe budynki mieszkalne (ul. Dębowa 39b, 43, 45), wzniesione w latach sześćdziesiątych XIX wieku dla pracowników kopalni „Waterloo”[26];
- dawne domy pracowników kopalni (ul. Dębowa 51, 53), wybudowane na początku XX wieku w stylu modernizmu;
- kamienica mieszkalna (ul. Dębowa 57), wzniesiona w 1916 w stylu historyzmu;
- budynki mieszkalne (ul. Dębowa 60–62); będące pozostałością dawnej zabudowy wiejskiej, pochodzącej z XIX wieku[26];
- dom mieszkalny (ul. Dębowa 65);
- dawny dom pracowników kopalni (ul. Dębowa 67), wzniesiony w 1900 w stylu modernizmu, przebudowany w dwudziestoleciu międzywojennym;
- kamienice mieszkalne (ul. Dębowa 70, 72, 80, 82);
- dawne domy pracowników kopalni (ul. Dębowa 73, 77), wybudowane na początku XX wieku w stylu modernistycznym;
- dawny dom pracowników kopalni (ul. Dębowa 93), wzniesiony w dwudziestoleciu międzywojennym w stylu funkcjonalizmu;
- dom mieszkalny (willa) prawdopodobnie z okresu międzywojennego (ul. Dębowa 105), wyburzony pod koniec kwietnia 2017.

Przy drodze znajduje się pomnik ku czci Powstańców Śląskich, poległych w walce o wolność narodową i społeczną – tablica z listą nazwisk. Plac, na którym istnieje pomnik, uchwałą Rady Miasta Katowice z 31 maja 2010 uzyskał nazwę skwer księdza Franciszka Macherskego; uchwała weszła w życie 6 sierpnia 2010.
Przy ulicy Dębowej swoją siedzibę mają: Miejskie Przedszkole nr 23, Wydawnictwo Barsen, Centrum dentystyczne, Caritas Archidiecezji Katowickiej – Ośrodek św. Jacka, Urząd Pocztowy Katowice 5.